# Белліні (коктейль)

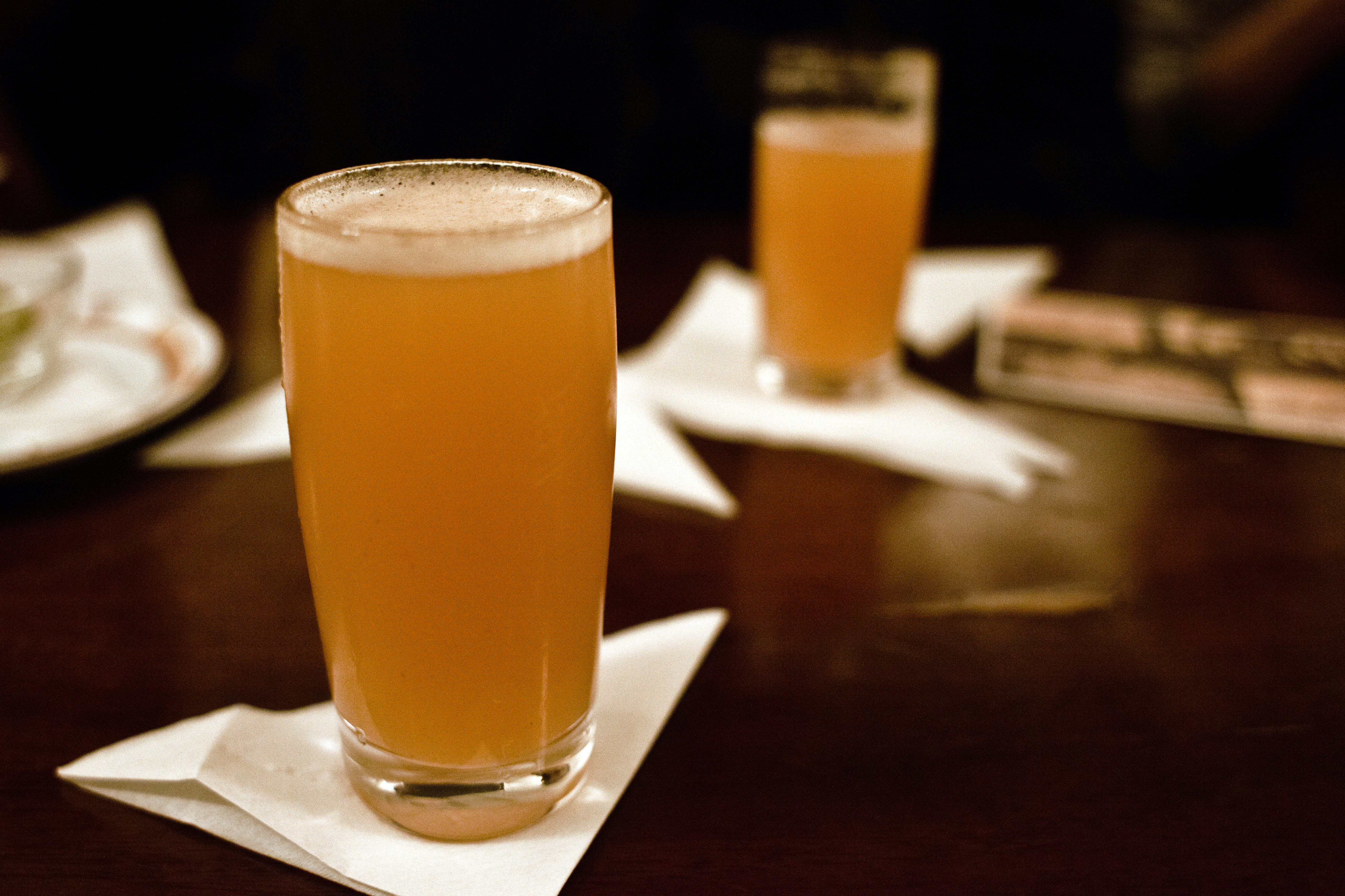
Коктейль Bellini в «Барі у Гаррі» (Венеція).

Белліні (англ. Bellini) — алкогольний коктейль, винайдений у Венеції в першій половині двадцятого століття, являє собою суміш ігристого вина (традиційно Просекко) та персикового пюре. Часто подається на святах — один з найпопулярніших коктейлів Італії. У наш час до персикового пюре замість ігристого вина можуть додавати джин, горілку або робити «Белліні» зовсім безалкогольний. Належить до того ж типу коктейлів, що і «Мімоза», «Россіні», «Тінторето». Класифікується як газований коктейль. Належить до офіційних напоїв Міжнародної асоціації барменів, категорія «Сучасна класика» (англ. Contemporary classics).

## Спосіб приготування
Склад коктейлю «Bellini»:
- Просекко — 100 мл (10 cl),
- свіжого персикового пюре — 50 мл (5 cl).